# Uloma compacta
Uloma compacta – gatunek chrząszcza z rodziny czarnuchowatych i podrodziny Tenebrioninae.
Gatunek ten opisał po raz pierwszy Léon M.H. Fairmaire w 1893 roku. Jako lokalizację typową wskazano Borneo.
Chrząszcz o ciele długości od 7 do 8,5 mm. Ubarwienie jest brązowe. Na grzbietowej powierzchni głowy ani w budowie czułków nie występują cechy dymorfizmu płciowego. Warga dolna u samca cechuje się języczkiem z kilkoma rozproszonymi szczecinkami oraz pozbawioną szczecinek bródką o głębokich wgłębieniach nasadowo-bocznych i słabo zaznaczonym wcisku pośrodkowym. Przedplecze u obu płci wykształcone jest jednakowo, pozbawione wgłębień, o nieobrzeżonej tylnej krawędzi, powierzchni punktowanej, na bokach nieco mocniej niż na środku, a między punktami delikatnie mikropunktowanej. Pokrywy mają rzędy z punktami nie szerszymi od rowków, a międzyrzędy słabo wysklepione. Odwłok ma ostatni z widocznych sternitów pozbawiony obrzeżenia. Edeagus charakteryzuje się dłuższymi niż u U. contracta, po bokach wklęśniętymi, a w wierzchołkowej części palcowatymi i zwieńczonymi guzkiem paramerami.
Owad orientalny, znany z malezyjskiego stanu Sabah na Borneo oraz z indonezyjskich Sumatry i Jawy.